# Iure uxoris
Iure uxoris es una locución latina que significa ‘por el derecho de su mujer’. Se utiliza para hacer referencia al título que el marido adquiere por su matrimonio con una mujer que posee la dignidad nobiliaria por derecho propio. 
El esposo de una heredera nobiliaria se hace digno de tener para sí las propiedades y títulos por el derecho de su esposa sobre estos. En la Edad Media, este acuerdo nupcial era acostumbrado incluso para las reinas y las princesas gobernantes. Así, el esposo de la monarca se convertía a su vez en rey con facultades plenas. El rey y sus descendientes continuaban siendo monarcas después de la muerte de la heredera del título, lo que causaba cambios sucesorios de dinastías, como acontecería, por ejemplo, con la unión de María I de Hungría y Segismundo de Luxemburgo, y posteriormente en el caso del matrimonio de Fernando I de Habsburgo con Ana Jagellón, que permitió al primero ceñirse la corona de Hungría y Bohemia, para agregar así esos reinos al imperio de los Habsburgo, cuya entronización sobre ambas posesiones se extendería aun hasta el siglo XX; o la ascensión al trono de España de los mismos Habsburgo, luego del matrimonio entre Juana I de Castilla y Felipe I. En algunos casos, si el rey y la reina no procreaban durante el matrimonio, el rey abandonaba el reino y renunciaba al título tras la muerte de la cónyuge. En otros más, tras el fallecimiento de la reina, el monarca, de haber herederos concebidos durante el matrimonio, abdicaba a favor de ellos según lo previamente pactado. Si el matrimonio se disolvía, el rey mantenía el título y la esposa perdía los derechos sobre el reino, como en el divorcio de Mateo I de Boulogne y María de Boulogne, quienes se divorciaron en 1170; María dejó de ser condesa, mientras que Mateo I continuó gobernando.
En siglos posteriores al Medievo, para proteger la línea dinástica, la mujer continuaba en el poder, pero el esposo recibía el título con ciertas facultades. Por ejemplo, María I de Inglaterra tras su matrimonio con Felipe II de España, o la emperatriz María Teresa de Austria y Francisco I como emperador consorte y con mando real. Tras la abolición de las llamadas leyes sálicas que excluían de la línea de sucesión a la descendencia femenina, el título de rey por jure uxoris se empleó con más regularidad, evidentemente. En otros países con monarquías, como en el Reino Unido o España, el consorte de una monarca femenina no recibe el título de rey.